# Nikita Dhawan

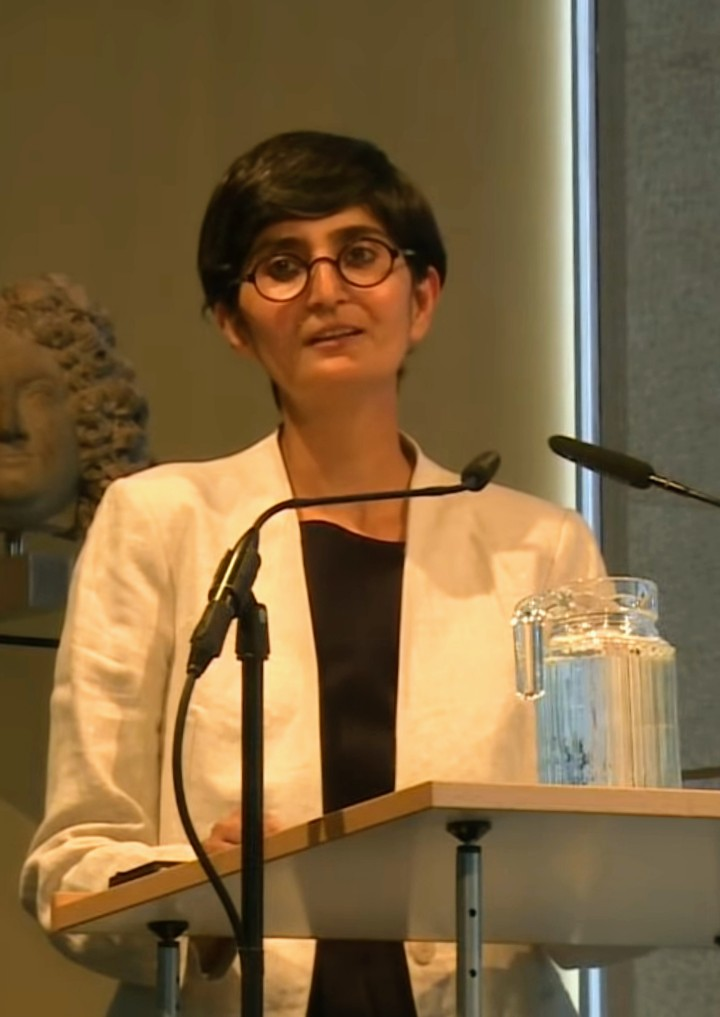
Nikita Dhawan, 2018

Nikita Dhawan (* 1972 in Thane) ist eine indische Politikwissenschaftlerin. Seit 2021 ist sie Professorin für Politische Theorie und Ideengeschichte an der TU Dresden.
Dhawans Forschungs- und Interessenschwerpunkte liegen in den Bereichen der Globalen Gerechtigkeit, der Menschenrechte sowie der Demokratie und Dekolonisierung. Ein zentraler Fokus ihrer Forschung und Lehre liegt auf den historischen, ökonomischen, sozio-politischen und kulturellen Verflechtungen zwischen Europa und der postkolonialen Welt. Ihre Arbeit analysiert das ambivalente Erbe der Europäischen Aufklärung für die postkoloniale Welt und sucht einer alternativen postkolonial-queer-feministischen Ideengeschichte von Schlüsselkonzepten nachzugehen.

## Leben
Ihren Vornamen erhielt Dhawan zu Ehren Nikita Chruschtschows. Sie studierte an der University of Mumbai German Studies und Philosophie, außerdem an der SNDT Women’s University Mumbai Gender Studies. An der Ruhr-Universität Bochum wurde sie 2006 im Fach Philosophie promoviert. 2006/2007 lehrte sie als Gastprofessorin an der Carl von Ossietzky Universität Oldenburg. 2007 arbeitete sie als Stipendiatin am International Graduate Centre for the Study of Culture in Gießen. 2008 war sie Lehrbeauftragte an der Universität Innsbruck. Von 2008 bis 2014 hatte sie eine Juniorprofessur für Politikwissenschaft mit dem Schwerpunkt Gender Studies/Postkoloniale Studien an der Johann Wolfgang Goethe-Universität Frankfurt am Main inne, die im Sommer 2014 nicht in eine Dauerstelle umgewandelt wurde. Von 2014 bis 2018 war sie Professorin für Politische Theorie mit thematischer Akzentuierung im Feld der Frauen- und Geschlechterforschung an der Universität Innsbruck sowie von 2009 bis 2016 Direktorin des Frankfurt Research Center for Postcolonial Studies am Exzellenzcluster „Die Herausbildung normativer Ordnungen“ der Johann Wolfgang Goethe-Universität Frankfurt am Main. Von 2018 bis 2021 war sie Professorin für Politikwissenschaft mit dem Schwerpunkt Gender Studies an der Justus-Liebig-Universität Gießen. Seit 1. Oktober 2021 ist sie an der TU Dresden Inhaberin der Professur für Politikwissenschaft mit Schwerpunkt Politische Theorie und Ideengeschichte.
Sie hatte Gastaufenthalte am Indian Institute of Technology, IIT Bombay (2019–2020), an der Universidad de Costa Rica (2013), am Institute for International Law and the Humanities an der Universität Melbourne, Australien (2013), im Program of Critical Theory an der University of California, Berkeley, USA (2012), an der Universität La Laguna, Teneriffa, Spanien (2011), der Universität Busan, Südkorea (2011), am Graduiertenkolleg „Dynamiken von Raum und Geschlecht“ der Georg-August-Universität Göttingen und der Universität Kassel (2011), der Witwatersrand-Universität, Johannesburg, Südafrika (2010) und der Columbia University, New York, USA (2008).
Seit 2012 gehört Dhawan zu den dreizehn Wissenschaftlerinnen, die die Femina Politica, die einzige deutschsprachige Zeitschrift für feministische Politikwissenschaft, beraten.

## Audio
- Interviews mit Nikita Dhawan im Deutschlandfunk
- Interviews mit Nikita Dhawan in der Mediathek des Deutschlandradios

## Schriften (Auswahl)
- gemeinsam mit María do Mar Castro Varela: Postkoloniale Theorie. Eine kritische Einführung. transcript, Bielefeld 2005 u. 2., vollständig überarbeitete und erweiterte Auflage 2015, ISBN 978-3-8376-1148-9.
- Impossible Speech. On the Politics of Silence and Violence. Sankt Augustin 2007.
- als Hrsg.: Decolonizing Enlightenment. Transnational Justice, Human Rights and Democracy in a Postcolonial World. Opladen 2014.
- Die Aufklärung vor Europa retten. Kritische Theorien der Dekolonisierung. Campus Verlag, Frankfurt 2024, ISBN 978-3-593-51933-3.

## Auszeichnungen
- 2017: Käthe-Leichter-Preis (Anerkennungspreis)